# Cabrero
Cabrero és un municipi de la província de Càceres, a la comunitat autònoma d'Extremadura (Espanya).
Aquesta població té els seus orígens en l'edat mitjana, quan els cabrers baixaven des les muntanyes nevades amb els seus ramats per a protegir-se aquí de les gelades hivernals. Ha conservat l'arquitectura tradicional de la serra adaptant-se a l'abrupte del terreny. La seva edificació més destacable és l'església de sant Miquel, construïda en el segle xvii. El municipi està envoltat d'oliveres, castanyers i cirerers.